# NGC 1350
NGC 1350 (również PGC 13059) – galaktyka spiralna z poprzeczką (SBab), znajdująca się w gwiazdozbiorze Pieca. Została odkryta 24 listopada 1826 roku przez Jamesa Dunlopa. Należy do gromady galaktyk w Piecu.
W galaktyce tej zaobserwowano supernową SN 1959A.